# Jože Petek (novinar)
Jože Petek, slovenski novinar in pisatelj, * 8. april 1920, Filovci - u. 12. november 1993, Maribor. 
Njegova družina je živela na majhni kmetiji. Oče ga je hotel kot najstarejšega sina obdržati doma, ni pa nasprotoval, ko si je pri 18 letih zaželel med sezonske delavce. Prve časopisne članke je napisal za dnevnik Novi čas aprila 1945. Priložnostno je pošiljal prispevke v časopise, dokler ga ni najbolj navezala nase Ljudska pravica. 
Delal je v okrajnih upravnih organih v Lendavi in med ljudmi na vasi. Ob redni zaposlitvi je moral študirati. Leta 1950 je postal poklicni novinar. Napisal je nekaj satir in humoresk − večina jih je bila iz kmečkega življenja (npr. Na kmečki koruzi, Zrezek iz rokava) − in kmečko povest Kruh in ljubezen (1981).